# 793 до н. е.

## Події
- Шешонк IV став фараоном ХХІІІ династії Єгипту зі столицею у Фівах. (з 1993 р. єгиптологи домовилися присвоїти йому шостий номер);
- Похід Адад-нірарі III проти Мідії;
- Царем латинського царства Альби-Лонги став Нумітор. Його внуки, Ромул і Рем, згодом стануть засновниками Риму;
- Сондок став царем корейського царства Кочосон.